# سوریا پراساتینفیمای
سوریا پراساتینفیمای (تایلندی: สุริยา ปราสาทหินพิมาย؛ زادهٔ ۲ آوریل ۱۹۸۰) بوکسور اهل تایلند است.